# Claudia Linnhoff-Popien
Claudia Linnhoff-Popien (* 1966 als Claudia Popien in Magdeburg) ist Inhaberin des Lehrstuhls für Mobile und Verteilte Systeme am Institut für Informatik der Ludwig-Maximilians-Universität München (LMU).

## Werdegang
Linnhoff-Popien schloss ihr Studium der Mathematik mit Vertiefungsrichtung Informatik an der Universität Leipzig 1989 mit dem Diplom ab. Anschließend folgte eine Lehr- und Forschungstätigkeit am Institut für Rechnerverbund und Betriebssysteme der Technischen Universität Magdeburg. 1991 wechselte sie als wissenschaftliche Mitarbeiterin von Otto Spaniol an den Lehrstuhl für Informatik IV der RWTH Aachen, wo sie 1994 am Lehrstuhl für Kommunikationssysteme mit einer Dissertation über „Dienstvermittlung in Verteilten Systemen“ promoviert wurde. Von 1995 bis 1997 hatte sie verschiedene Lehraufträge an der Universität GH Essen, 1997 war sie Gastwissenschaftlerin am Applied Research Institut der Washington University in St. Louis und 1998 habilitierte sie sich an der RWTH Aachen. Unmittelbar anschließend folgte sie dem Ruf als außerordentliche Professorin an die LMU München. 2003 wurde ihr die Leitung ihres Lehrstuhls an der LMU übertragen.
Linnhoff-Popien ist Autorin bzw. Herausgeberin von 14 Büchern und hat etwa 70 weitere Zeitschriften-, Buch- und Konferenzbeiträge mitverfasst. Sie ist Mitglied von über 40 Programmkomitees internationaler Workshops und Konferenzen, u. a. bei International Federation for Information Processing (IFIP), Association for Computing Machinery (ACM), Institute of Electrical and Electronics Engineers (IEEE), Gesellschaft für Informatik (GI), Verband der Elektrotechnik, Elektronik und Informationstechnik (VDE) und Informationstechnische Gesellschaft (ITG). Des Weiteren arbeitet sie als Gutachterin für die Deutsche Forschungsgemeinschaft (DFG), das Bundesministerium für Bildung und Forschung und den Deutschen Akademischen Austauschdienst.
Ihre wissenschaftlichen Interessen sind geprägt durch die Themen Mobilität, Verteilte Systeme und Ubiquitous Computing, Internetökonomie, Dienstvermittlung und Kontext-Awareness. Auf diesen Gebieten bearbeitet sie auch verschiedene Forschungsprojekte des Landes und Bundes sowie der Industrie.

## Publikationen (Auszug)
- mit Ralf Schneider, Michael Zaddach: Digital Marketplaces Unleashed. Springer 2017 ISBN 9783662492758 (eingeschränkte Vorschau)
- mit Michael Zaddach, Andreas Grahl: Marktplätze im Umbruch: Digitale Strategien für Services im Mobilen Internet. Springer 2015 ISBN 9783662437827 (eingeschränkte Vorschau)
- CORBA: Kommunikation und Management. Springer 2013 ISBN 9783642721151 (eingeschränkte Vorschau)
- mit Stephan Verclas: Smart Mobile Apps: Mit Business-Apps ins Zeitalter mobiler Geschäftsprozesse. Springer 2011 ISBN 9783642222597 (eingeschränkte Vorschau)
- mit Thomas Strang: Location- and Context-Awareness. Springer 2005 ISBN 9783540320425 (eingeschränkte Vorschau)
- mit Thomas Hess: Mobile Anwendungen – best practices in der TIME-Branche: sieben erfolgreiche Geschäftskonzepte für mobile Anwendungen Universitätsverlag Göttingen 2005 ISBN 9783938616253 (eingeschränkte Vorschau)
- mit Heinz-Gerd Hegering: Trends in Distributed Systems: Towards a Universal Service Market. Springer 2000 ISBN 9783540410249 (eingeschränkte Vorschau)
- mit Otto Spaniol: Trends in Distributed Systems: CORBA and Beyond. Springer 1996 ISBN 9783540618423 (eingeschränkte Vorschau)
- mit Alexander Schill, Christian Mittasch, Otto Spaniol: "Distributed Platforms", Proceedings of the IFIP/IEEE International Conference on Distributed Platforms: Client Server and Beyond. Springer 1996, ISBN 9781475750102 (eingeschränkte Vorschau)
- mit Peter Reichl: Netzmanagement. Verlag der Augustinus Buchhandlung 1996 ISBN 9783860734742
- mit Otto Spaniol, Marko Schuba: Rechnerstrukturen. Verlag der Augustinus Buchhandlung 1995 ISBN 9783860731475
- mit Otto Spaniol, Bernd Meyer: Dienste und Dienstvermittlung in Client-Server-Systemen. 1994 ISBN 9783929821741